# 우주펜

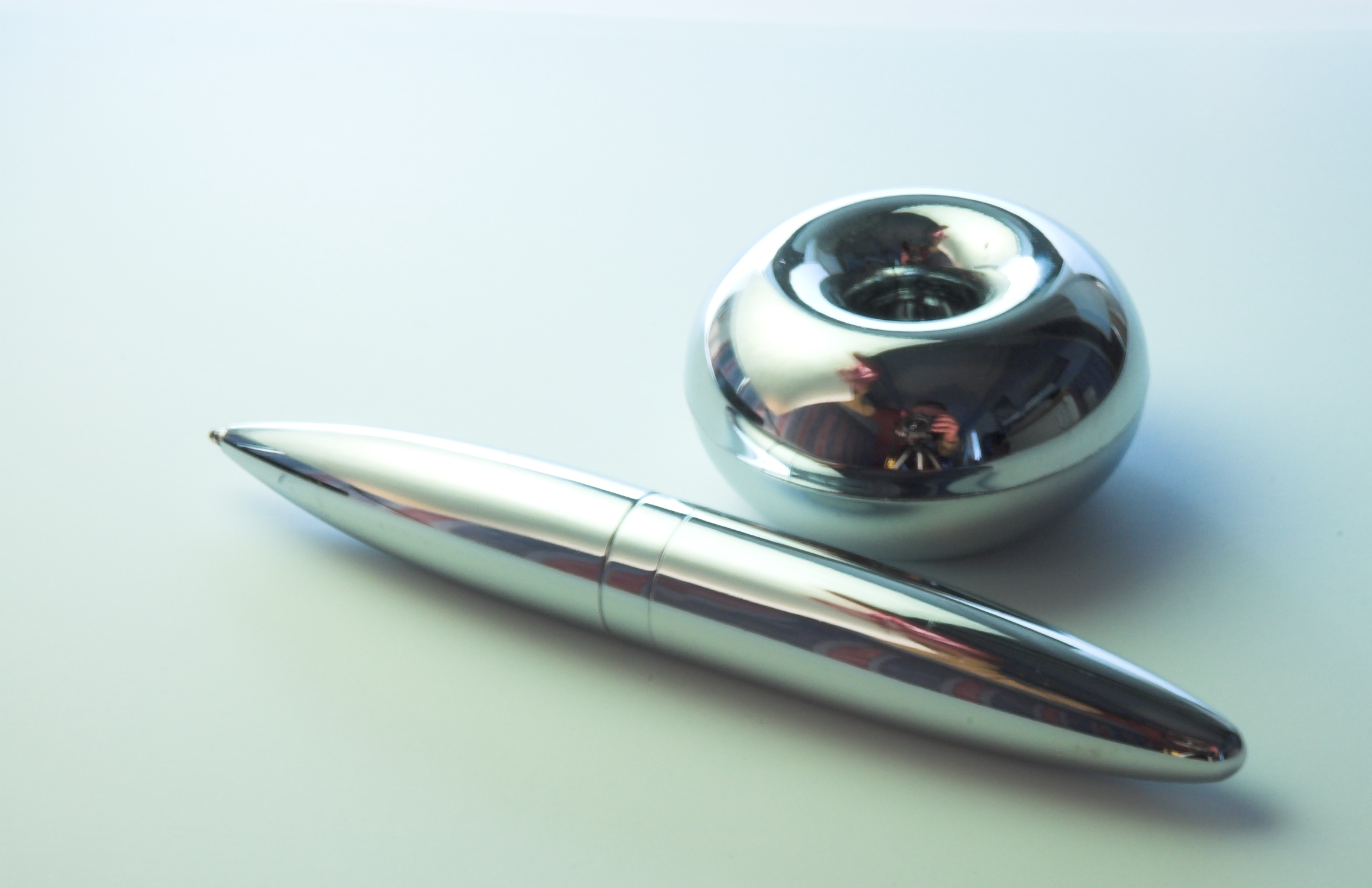
우주펜

우주펜(혹은 스페이스펜, 영어: Space pen)은 폴 피셔(Paul C. Fisher)가 발명하였고, 미국의 피셔사에서 판매하였다. 다른말로 무중력펜이라고도 한다. 이 펜에는 3.4b 정도의 질소로 가압된 잉크 카트리지가 장착되어 있으며, 무중력 상태에서는 물론 위쪽으로도 쓸 수 있고, 어떠한 각도에서도 잉크가 공급된다. 극한 -30℉ ~ +250℉(-34℃ ~ 121℃)에서도 문제없이 필기가 가능한 것으로 알려져 있으며 물속이나 무중력상태는 물론, 어떤 각도에서도 쓸 수 있다는 장점이 있다. 무중력 상태에서도 이 펜을 사용할 수 있는 원리는 이 펜이 중력의 영향을 받지 않도록 설계되었기 때문이다.

## 역사적 원리
일반적인 펜은 중력에 의해 잉크가 밑으로 내려오면 펜 끝에 있는 볼에 묻어서 나오게 되지만 우주펜(스페이스펜)은 잉크가 들어있는 튜브에 고압의 질소를 두어 잉크를 강제로 펜끝으로 밀어내는 원리를 이용하고 있다.

### 역사
1960년대 미국과 소련간의 우주개발 경쟁이 치열할 때 두나라는 경쟁적으로 자국의 우주비행사들을 무중력 상태의 우주로 보내었다. 당시 최초로 우주에간 우주인(우주 비행사)들은 당시 우주에서 본 모든 것들을 기록하기 위해서 메모를 하려고 했지만 우주로 가져갔던 볼펜이 써지지 않아 기록으로 남기지 못하는 일이 발생했다.

### 근원
볼펜은 펜 끝에 위치한 크롬강·스테인리스강 등으로 만들어진 단단하고 작은 '볼'이 위치해 있는데 이것은 우리가 필기할 때 지면과 마찰하면서 회전을 하게 된다. 볼이 회전을 하면 볼펜안의 잉크가 잉크유도구멍으로 나와 볼에 묻혀지는데 이렇게 잉크가 묻은 볼이 우리가 필기할 때 종이에 묻으면서 글을 쓸 수 있게 되는 것이다.

## 필요 조건
우주에서의 기록은 지상과는 다른 조건을 요구한다.
1. 볼펜의 볼에 잉크가 묻는 과정
2. 볼펜의 볼이 잉크를 묻힐 수 있는 것은 바로 잉크가 중력에 의해 아래로 내려오며 펜 끝의 구슬을 적시기 때문이여만 함. 즉
3. 중력이 없다는 것은 잉크를 위에서 아래로 내리 눌러 잉크를 내려오도록 하는 힘이 없다는 것이고 그렇게 되면 흘러 내려오지 않는 잉크때문에 무중력 상태인 우주에서는 볼펜의 볼은 잉크를 묻힐 수 없어 우리는 볼펜을 사용할 수 없게 되는 것의 조건이 있다.

### 오염 통제
잠수함과 같이 우주선은 폐쇄된 환경이기 때문에, 엄격한 오염 조건을 요구한다. 중력이 부족해 물체들을 떠다니게 만들기 때문에, 소량의 나무, 흑연, 혹은 잉크 조차도 위험요소가 될 수 있다. 유인 우주선의 경우, 이러한 조건이 훨씬 중요하게 작용한다. 전도성 물질들은 초기 유인 우주선에서 사용되던 전산 스위치들과 같은 전자기계에 위협이 된다. 비전도성 입자들은 스위치 접촉을 방해한다. 떠다니는 입자들은 눈에 들어가거나 흡입할 위험이 있고, 이에 폴 피셔는 연필이 "우주에서 사용하기에 너무 위험하다"고 하였다.

### 임무 달성 보장과 양질의 기록성
임무가 과학적이거나 공학적인 목적을 가졌을때, 저품질의 데이터는 임무의 성공에 직접적인 영향을 미친다. 이러한 면에서, 연필이나 다른 영구적이지 않은 기록매체들은 만족스럽지 못하다.

### 압력과 온도
지상에서 온도는 두꺼운 대기층에 의해 조절된다. 대기압이 떨어질수록, 온도가 급격하게 변화한다. 많은 초기 유인 우주선들은, 선체의 압박을 줄이기 위해 표준압 이하에서 운행했다. 표준 상태에서 사용 가능한 물질들이 낮은 압력이나 높은 온도에서 진공도에 방해를 받았기 때문에, 낮은 압력은 오염 문제를 악화시킨다.

## 잘못된 상식

### 나사가 개발하였다?
미국 항공우주국(NASA)이 수백만 달러를 들여 우주펜을 개발하였다는 이야기가 널리 전해지나 이는 사실이 아니다. 먼저 피셔 사가 열악한 환경에서도 신뢰성 있게 동작하는 볼펜을 개발하였고, 이후에 아폴로, 셔틀 등에서 나사와 러시아의 우주 비행사들이 사용하였다.

### 무중력 상태에서 보통 볼펜은 나오지 않는다?
무중력 상태에서는 잉크가 아래로 내려오지 못하기 때문에 보통 볼펜은 나오지 않는다는 이야기 또한 위의 이야기와 함께 널리 알려져 있으나 이 역시 사실이 아니다. 피셔 홈페이지에도 일반 볼펜은 중력이 없는 우주에서 쓸 수가 없어 자신들의 우주 펜이 채택되었다는 기록이 있으나, 과거와 달리 현재 일반적으로 나오고 있는 대부분의 볼펜은 중력 유무 관계 없이 쓸 수 있다.
실제로 러시아 우주인들은 우주공간에서 일반 볼펜도 사용하고 있다. ESA(유럽우주기구) 홈페이지에 보면 우주인 페드로 듀크가 러시아에서 두 번째 우주 비행을 준비하던 당시에 러시아 우주인이 특수 펜이 아닌 일반 볼펜을 준비하는 것을 보았으며 더 정확한 확인을 위해 자신이 갖고 간 일반 볼펜으로 우주 비행 중에 일기를 써 보았다고 기록되어 있다.

## 같이 보기
- 우주 공간에서 필기